# Catenulostroma chromoblastomycosum
Catenulostroma chromoblastomycosum är en svampart som beskrevs av Crous & U. Braun 2007. Catenulostroma chromoblastomycosum ingår i släktet Catenulostroma och familjen Teratosphaeriaceae.   Inga underarter finns listade i Catalogue of Life.